# Площадь Нельсона Манделы (Москва)
Пло́щадь Не́льсона Манде́лы — площадь в районе Раменки Западного административного округа города Москвы. Расположена на пересечении Мичуринского проспекта и Раменского бульвара.

## История
Площадь получила название 31 января 2023 года в честь Нельсона Манделы — южноафриканского политического деятеля, президента ЮАР, активиста в борьбе за права человека в период существования апартеида.
9 сентября 2024 года на площади открыт памятник Нельсону Манделе.

## Общественный транспорт

### Внеуличный транспорт

#### Станцииметро
- Раменки

### Наземный транспорт

#### Автобусы
- 325:  Ломоносовский проспект —  Раменки —  Мичуринский проспект —  Аминьевская — Платформа Матвеевская —  Славянский бульвар
- 394: Киевский вокзал —  Раменки —  Университет
- 715: Улица Лебедева —  Ломоносовский проспект —  Раменки —  Мичуринский проспект —  Проспект Вернадского
- 661:  Университет —  Ломоносовский проспект —  Раменки —  Мичуринский проспект —  Проспект Вернадского —  Новаторская — Улица Новаторов
- 845:  Раменки —  Ломоносовский проспект —  Университет —  Новые Черёмушки
- с263: Стадион Лужники —  Раменки

#### Электробусы
- м17: Киевский вокзал —  Ломоносовский проспект —  Раменки —  Мичуринский проспект —  Озёрная